# Амбасада Србије у Лондону
Амбасада Србије (енг. The Embassy of Serbia) је дипломатска мисија Србије у Уједињеном Краљевству. Зграда је део јединствене групе зграда прве класе, наведене зграде 25-36 на Белгрејв тргу.

## Галерија
- Плоча испред амбасаде на енглеском и српском језику са грбом Србије
- Амбасада 2008. године